# Гасло (газета)
Га́сло — щомісячна газета, орган Революційної української партії. Перший номер вийшов у світ 1 березня 1902 у Чернівцях. Редактори: Д. Антонович, Є. Голіцинський, Л. Когут і В. Сімович. Від 1903 її друкування було перенесено до Львова. Склад редколегії часто змінювався. У редагуванні брали активну участь також В. Винниченко, О. Скоропис-Йолтуховський, М. Меленевський, П. Канівець, М. Ткаченко та ін. Загалом вийшло 17 номерів. У червні 1903 видання газети було припинено і замість неї почала виходити газета «Добра новина» як спільний орган об'єднаних РУП і Української соціалістичної партії.